# ノーマン・ハッカーマン
ノーマン・ハッカーマン（Norman Hackerman、1912年3月2日 - 2007年6月16日）は、アメリカ合衆国の化学者で、金属の腐食を専門とした。1967年から1970年にテキサス大学オースティン校、1970年から1985年にライス大学の学長を務めた。

## 経歴
彼はメリーランド州ボルチモアでヤコブ・ハッカーマンとアンナ・ラフェルの一人息子として生まれた。二人はそれぞれ、現在はエストニアとラトビアになっている、ロシア帝国のバルト海沿岸からの移民であった。
ハッカーマンはジョンズ・ホプキンス大学で1932年に学士号を、1935年に化学の博士号を得た。後に同校とバージニア工科大学で教え、第二次世界大戦中にはマンハッタン計画に従事した。
1945年に化学の助手としてテキサス大学に勤め、1946年に准教授、1950年に教授となった。さらに1952年に化学部長、1960年に研究部長、1961年に副学長、1967年に学長となった。1970年に退職してライス大学に移り、15年後にはライス大学も退職した。1985年にはテキサス大学の化学の名誉教授となり、生涯に渡って指導した。
また、アメリカ国立科学財団やウェルチ財団などの多くの機関や政府の評議会議員を務めている。電子化学会の会長やその学会誌Journal of Electrochemistryの編集者も務めた。
2007年にテキサス州テンプルで循環器疾患のため死去した。

## 受賞・栄誉
彼は全米科学アカデミーとアメリカ芸術科学アカデミーのメンバーである。1965年にオーリン・パラジウム賞、1978年にアメリカ化学者協会ゴールドメダル、1987年にフィリップ・アベルソン賞、1993年にヴァネヴァー・ブッシュ賞とアメリカ国家科学賞を受賞するなど、多くの賞を受賞した。

## 家族
妻のジーン・コルボーンは、2002年に61歳で死去した。3人の娘と1人の息子がいる。

## 遺産
2000年に、ウェルチ財団はテキサス州の若い化学者のために、ノーマン・ハッカーマン賞を創設した。また、ライス大学は2002年にハッカーマンの90歳の誕生日を祝って、化学分野でハッカーマン・フェローシップを設けた。